# 卫觊
衛覬（168年—229年），字伯儒，一字伯觎，河東安邑（今山西夏縣）人。中国漢末三國魏時文學家、書法家。

## 生平
衛覬少年早成，以才學見稱。曾任曹操司空府的屬吏（掾屬）、茂陵縣令、尚書郎。建安四年（199年），官渡之戰即將爆發，但此時荊州牧劉表答稱支持袁紹，而關中諸將亦保持中立，坐觀成敗。曹操因益州牧劉璋與劉表有嫌隙，命衛覬為治書侍御史，出使益州要劉璋出兵牽制劉表，以避免劉表出兵擾亂後方；但當衛覬經過長安時知道入益州的道路已被阻塞，唯有留在關中。當時北方稍定，董卓亂政時逃離關中的人民都回到故鄉，關中諸將就引他們為部曲增強自己力量，衛覬見此就向荀彧建議重建對鹽的監管和專賣，以這些收入重建關中，並幫助和鼓勵回流的故民耕作，又置司隸校尉管治關中；認為這樣可令人民不會流入關中軍閥的手中，亦可以建設並穩定關中。荀彧將衛覬的建議告訴曹操，得到曹操贊同，於是派謁者僕射鹽官，又設司隸校尉，令關中漸見安定。不久又召命衛覬為尚書。其後鍾繇建議領兵入關中攻張魯，衛覬反對。曹操聽從鍾繇的的建議，結果令馬超等人以為攻打自己而舉兵叛亂，令曹操十分後悔沒有完全按衛覬的建議，特別重視衛覬。
建安十八年（213年），曹操封魏公，建立魏國，衛覬任侍中，與王粲一同主掌制度。建安二十五年（220年），曹丕繼任魏王，衛覬任尚書，後回東漢朝廷任侍郎，準備禪讓之事。曹丕同年稱帝，再任尚書，封陽吉亭侯。黃初七年（226年），曹丕病逝，魏明帝曹叡繼位，進封閺鄉侯（屬弘農郡湖縣）。後來曾多次上言，如上書建議設立法律博士教授法律，讓各官員都清楚法律，按律執法；又曾因百姓徭役頻繁而要求明帝少建宮室。太和三年（229年）衛覬逝世，諡号敬侯。
衛覬喜好閱讀古文，對鳥篆和隸草兩種書體都十分熟悉。又曾奉命著作《魏官儀》。當時與潘勖和王象都以文章寫得好而著名。古文者傳出於邯鄲淳，伯儒嘗寫淳古文尚書還以示淳，淳不能別。

## 評論
- 陳壽：衛覬亦以多識典故，相時王之式。
- 羊欣：善草及古文，略盡其妙，草體微瘦而筆跡精熟。

## 家族

### 曾祖父
衛暠，漢明帝時幽州代郡人，善儒學，卒於安邑縣而讓後人居住。

### 後代
- 衛瓘，嗣子，曹魏及西晉官員，官至太保，擅長草書。
- 衛寔，字叔始，衛瓘之弟，晉時因衛瓘功獲封開陽鄉侯。夫人刘氏。有女卫琇，字惠瑛，为王浚第二任夫人。

## 三国演义
《三国演义》作卫凯，与王粲、杜袭、和洽商议，欲尊曹操为魏王。

## 延伸阅读
[在维基数据编辑]
 《三國志·卷21》，出自陳壽《三國志》